# Brasserie du Flo
ASBL Brasserie Artisanale et Didactique du Flo is een Belgische brouwerij van de Confrérie de St. Antoine te Blehen, een deelgemeente van Hannuit in de provincie Luik.

## Geschiedenis
De Confrérie de St. Antoine (Broederschap van Sint-Antoine) liet sinds 1978 een eigen bier brouwen (Cuvée St. Antoine Brune). Het bier werd jarenlang gebrouwen bij Brasserie du Bocq te Purnode en vervolgens bij brouwerij Van Steenberge te Ertvelde. In december 2002 werd een eigen microbrouwerij opgericht in het voormalige gemeentehuis van Blehen. De brouwerij, ondergebracht in een vzw kwam onder meer tot stand door subsidies van de Région Wallonne. De naam van de brouwerij verwijst naar de nabijgelegen plaats au Flo. Didier Cornet (brouwer bij Brasserie La Fourmillière en van de voormalige Brasserie d'Oleye) werd aangetrokken als brouwer. Vanaf 2003 kwam de eigen gebrouwen Cuvée St. Antoine op de lokale markt. Er wordt telkens 500 liter per brouwsel geproduceerd en de brouwerij heeft ook een educatieve functie.

## Bieren
- Cuvée St. Antoine
- Cuvée du Flo
- Cuvée Jolie Môme